# Noguera Pallaresa
La Noguera Pallaresa (en occitan : Noguèra Pallaresa) est une rivière pyrénéenne espagnole, affluent droit du Sègre. Elle appartient par conséquent au bassin de l'Èbre.

## Géographie
Son cours appartient intégralement à la province de Lérida, en Catalogne et s'écoule sur 154 km.
La Noguera Pallaresa prend sa source au Pla de Beret, dans le Val d'Aran, à quelques mètres de la source de la Garonne. À la différence de celle-ci, qui se dirige vers l'océan Atlantique, la Noguera Pallaresa coule vers le sud et traverse le Pallars et la comarque du Pallars Sobirà, puis les gorges de Collegats (ca), dans la comarque du Pallars Jussà.
Elle rejoint ensuite le Flamisell à Pobla de Segur puis débouche sur le bord droit du Sègre peu de kilomètres après avoir quitté les territoires qui lui ont donné son nom, par le défilé de Terradets (ca) qui traverse la serra del Montsec, juste avant de parvenir au barrage de Camarasa (ca) (comarque de la Noguera, province de Lérida).

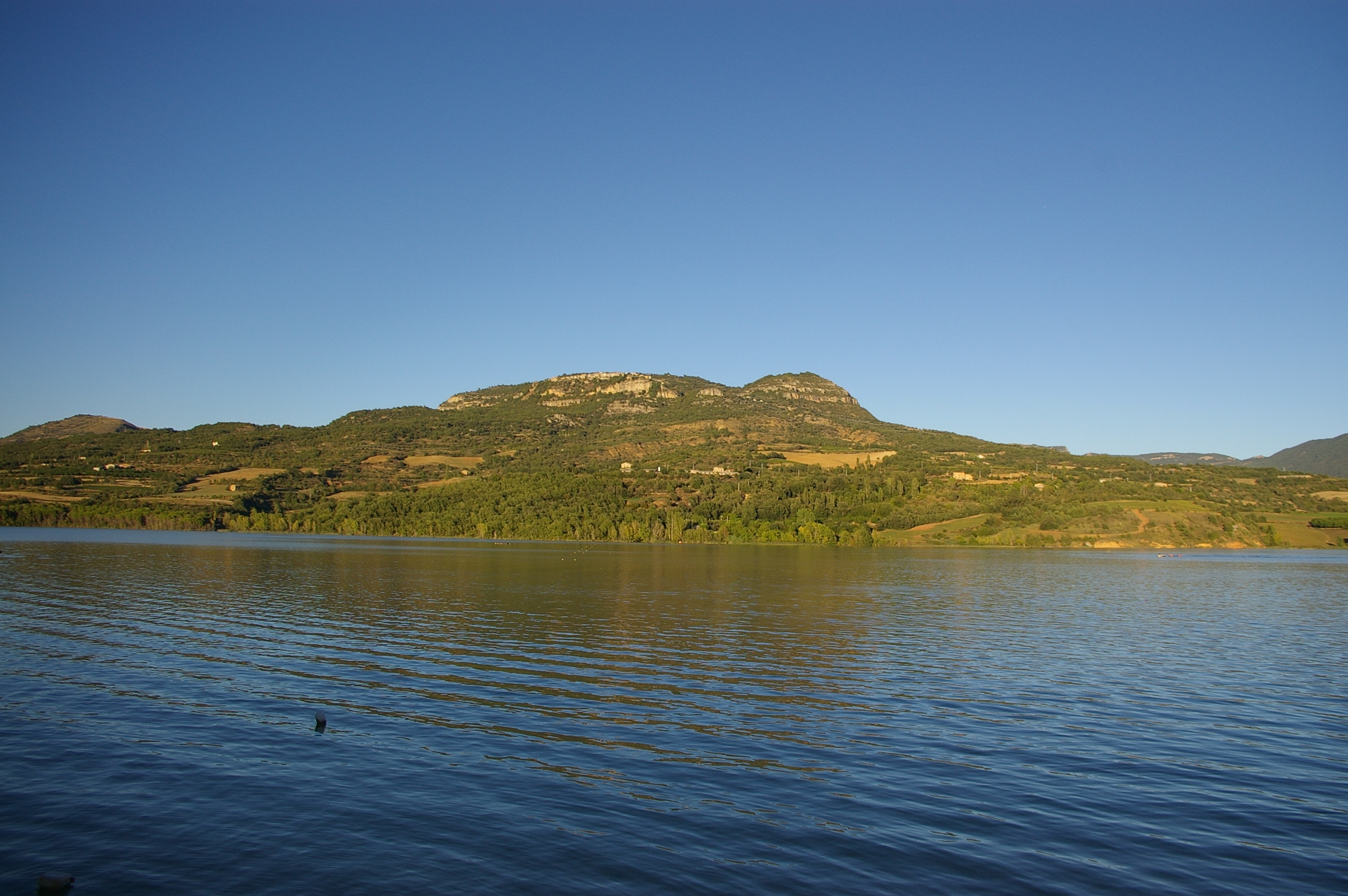
La Noguera Pallaresa près de Cellers (Castell de Mur), au

## Histoire
La Noguera Pallaresa est historiquement un axe de communication important autour duquel s'articule la vie de ces comarques.

## Activités
Avec son débit important et soutenu, la Noguera Pallaresa est une destination prisée pour les sports d'eau vive comme le rafting. La ville de Sort cristallise cet engouement.